# Herrarnas störtlopp vid världsmästerskapen i alpin skidsport 2021
Herrarnas störtlopp vid världsmästerskapen i alpin skidsport 2021 arrangerades den 14 februari 2021 i Cortina d'Ampezzo i Italien. Det var mästerskapets fjärde tävling, den andra för herrar. 42 utövare från 17 nationer deltog.
Världsmästare blev Vincent Kriechmayr från Österrike som därmed tog sitt andra guld under mästerskapet efter att även ha vunnit i super-G. Silvermedaljör blev Andreas Sander från Tyskland som därmed tog sin första världsmästerskapsmedalj. Beat Feuz från Schweiz blev bronsmedaljör och tog sin tredje VM-medalj i störtlopp efter att ha tagit brons 2015 och guld 2017.
Regerande världsmästare från 2019 var Kjetil Jansrud från Norge, medan Aksel Lund Svindal från Norge och Kriechmayr var regerande silver- respektive bronsmedaljör. Jansrud slutade på åttonde plats och lyckades därmed inte försvara sitt guld. Svindal hade avslutat karriären och deltog således inte i tävlingen.

## Resultat
Tävlingen startade kl. 11:00 lokal tid (UTC+1).
| Pl | Nr | Namn                  | Nation        | Tid     | Diff.  |
| -- | -- | --------------------- | ------------- | ------- | ------ |
| 1  | 1  | Vincent Kriechmayr    | Österrike     | 1.37,79 | ±0     |
| 2  | 2  | Andreas Sander        | Tyskland      | 1.37,80 | +0,01  |
| 3  | 7  | Beat Feuz             | Schweiz       | 1.37,97 | +0,18  |
| 4  | 18 | Marco Odermatt        | Schweiz       | 1.38,44 | +0,65  |
| 4  | 3  | Dominik Paris         | Italien       | 1.38,44 | +0,65  |
| 6  | 15 | Christof Innerhofer   | Italien       | 1.38,69 | +0,90  |
| 7  | 12 | Nils Allègre          | Frankrike     | 1.38,76 | +0,97  |
| 8  | 17 | Kjetil Jansrud        | Norge         | 1.38,81 | +1,02  |
| 9  | 11 | Carlo Janka           | Schweiz       | 1.38,87 | +1,08  |
| 10 | 21 | Henrik Røa            | Norge         | 1.38,89 | +1,10  |
| 10 | 4  | Bryce Bennett         | USA           | 1.38,89 | +1,10  |
| 12 | 14 | Travis Ganong         | USA           | 1.39,03 | +1,24  |
| 13 | 10 | Max Franz             | Österrike     | 1.39,04 | +1,25  |
| 14 | 13 | Romed Baumann         | Tyskland      | 1.39,09 | +1,30  |
| 15 | 22 | Boštjan Kline         | Slovenien     | 1.39,24 | +1,45  |
| 16 | 9  | Johan Clarey          | Frankrike     | 1.39,29 | +1,50  |
| 17 | 23 | Felix Monsén          | Sverige       | 1.39,31 | +1,52  |
| 18 | 6  | Thomas Dreßen         | Tyskland      | 1.39,47 | +1,68  |
| 19 | 19 | Otmar Striedinger     | Österrike     | 1.39,63 | +1,84  |
| 20 | 16 | Jared Goldberg        | USA           | 1.39,74 | +1,95  |
| 21 | 29 | James Crawford        | Kanada        | 1.39,78 | +1,99  |
| 22 | 26 | Dominik Schwaiger     | Tyskland      | 1.39,90 | +2,11  |
| 23 | 31 | Miha Hrobat           | Slovenien     | 1.39,99 | +2,20  |
| 24 | 24 | Matteo Marsaglia      | Italien       | 1.40,18 | +2,39  |
| 25 | 20 | Matthieu Bailet       | Frankrike     | 1.40,22 | +2,43  |
| 26 | 25 | Jeffrey Read          | Kanada        | 1.40,34 | +2,55  |
| 27 | 36 | Marco Pfiffner        | Liechtenstein | 1.41,05 | +3,26  |
| 28 | 38 | Arnaud Alessandria    | Monaco        | 1.41,57 | +3,78  |
| 29 | 32 | Broderick Thompson    | Kanada        | 1.41,96 | +4,17  |
| 30 | 40 | Barnabás Szőllős      | Israel        | 1.42,46 | +4,67  |
| 31 | 37 | Martin Bendík         | Slovakien     | 1.43,02 | +5,23  |
| 32 | 41 | Juan Pablo Vallecillo | Argentina     | 1.43,48 | +5,69  |
| 33 | 39 | Marcus Vorre          | Danmark       | 1.45,17 | +7,38  |
| 34 | 42 | Benjamin Szőllős      | Israel        | 1.49,71 | +11,92 |
| *  | 5  | Matthias Mayer        | Österrike     | DNF     | *      |
| *  | 8  | Maxence Muzaton       | Frankrike     | DNF     | *      |
| *  | 27 | Brodie Seger          | Kanada        | DNF     | *      |
| *  | 28 | Florian Schieder      | Italien       | DNF     | *      |
| *  | 30 | Niels Hintermann      | Schweiz       | DNF     | *      |
| *  | 33 | Olle Sundin           | Sverige       | DNF     | *      |
| *  | 34 | Adur Etxezarreta      | Spanien       | DNF     | *      |
| *  | 35 | Nejc Naraločnik       | Slovenien     | DNF     | *      |